# Mustapha Zitouni

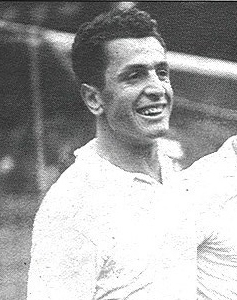
Mustapha Zitouni

Mustapha Zitouni (Argel, 19 de octubre de 1928 - Niza, 5 de enero de 2014) fue un futbolista profesional. Jugó como futbolista internacional por Francia y Argelia.

## Carrera
Nacido en Argel, Argelia·, Zitouni jugó a nivel de club en Francia como un defensa de Stade Français FC, AS Cannes y AS Monaco. Dejó su carrera profesional en Francia en 1958 para representar a la selección argelina no oficial, que luego fue dirigido por el Frente Nacional de Liberación, un grupo rebelde en campaña por la independencia de Argelia. Él había representado anteriormente a la selección nacional francesa.